# Mistrovství Evropy v ledním hokeji
Mistrovství Evropy v ledním hokeji bylo mezinárodní soutěží evropských reprezentačních mužstev členských zemí IIHF. První ME se konalo 1910 v Les Avants u Montreux ve Švýcarsku. Hrálo se každoročně s výjimkou 1915–1920, 1940–1946, 1980, 1984 a 1988. Poslední titul mistra Evropy byl udělen v roce 1991. Od roku 1928 se ME hrálo v rámci mistrovství světa (s výjimkou ME 1929 a ME 1932). Titul mistra Evropy do roku 1970 získalo evr. mužstvo, které se umístilo nejlépe v konečné tabulce MS, od 1971 rozhodovaly o titulu vzájemné zápasy evropských mužstev.

## Přehled pořadatelských zemí a medailistů
| Rok                                                                                       | Zlato          | Stříbro        | Bronz             | Místo                                        |
| ----------------------------------------------------------------------------------------- | -------------- | -------------- | ----------------- | -------------------------------------------- |
| ME 1910                                                                                   | Velká Británie | Německo        | Belgie            | Les Avants (Švýcarsko)                       |
| ME 1911                                                                                   | Čechy          | Německo        | Belgie            | Berlín (Německo)                             |
| ME 1912*                                                                                  | Čechy          | Německo        | Rakousko          | Praha (Rakousko-Uhersko)                     |
| ME 1913                                                                                   | Belgie         | Čechy          | Německo           | Mnichov (Německo)                            |
| ME 1914                                                                                   | Čechy          | Německo        | Belgie            | Berlín (Německo)                             |
| V letech 1915 – 1920 se Mistrovství Evropy v ledním hokeji nekonalo (první světová válka) |                |                |                   |                                              |
| ME 1921                                                                                   | Švédsko        | Československo |                   | Stockholm (Švédsko)                          |
| ME 1922                                                                                   | Československo | Švédsko        | Švýcarsko         | Svatý Mořic (Švýcarsko)                      |
| ME 1923                                                                                   | Švédsko        | Francie        | Československo    | Antverpy (Belgie)                            |
| ME 1924                                                                                   | Francie        | Švédsko        | Švýcarsko Belgie  | Milán (Itálie)                               |
| ME 1925                                                                                   | Československo | Rakousko       | Švýcarsko         | Štrbské Pleso (Československo)               |
| ME 1926                                                                                   | Švýcarsko      | Československo | Rakousko          | Davos (Švýcarsko)                            |
| ME 1927                                                                                   | Rakousko       | Belgie         | Německo           | Vídeň (Rakousko)                             |
| ME 1928                                                                                   | Švédsko        | Švýcarsko      | Velká Británie    | Svatý Mořic (Švýcarsko)                      |
| ME 1929                                                                                   | Československo | Polsko         | Rakousko          | Budapešť (Maďarsko)                          |
| ME 1930                                                                                   | Německo        | Švýcarsko      | Rakousko          | Chamonix (Francie) / Berlín (Německo)        |
| ME 1931                                                                                   | Rakousko       | Polsko         | Československo    | Krynica (Polsko)                             |
| ME 1932                                                                                   | Švédsko        | Rakousko       | Švýcarsko         | Berlín (Německo)                             |
| ME 1933                                                                                   | Československo | Rakousko       | Německo Švýcarsko | Praha (Československo)                       |
| ME 1934                                                                                   | Německo        | Švýcarsko      | Československo    | Milán (Itálie)                               |
| ME 1935                                                                                   | Švýcarsko      | Velká Británie | Československo    | Davos (Švýcarsko)                            |
| ME 1936                                                                                   | Velká Británie | Československo | Švédsko Německo   | Garmisch-Partenkirchen (Německo)             |
| ME 1937                                                                                   | Velká Británie | Švýcarsko      | Německo           | Londýn (Velká Británie)                      |
| ME 1938                                                                                   | Velká Británie | Československo | Německo           | Praha (Československo)                       |
| ME 1939                                                                                   | Švýcarsko      | Československo | Německo           | Curych, Basilej (Švýcarsko)                  |
| V letech 1940 – 1946 se Mistrovství Evropy v ledním hokeji nekonalo (druhá světová válka) |                |                |                   |                                              |
| ME 1947                                                                                   | Československo | Švédsko        | Rakousko          | Praha (Československo)                       |
| ME 1948                                                                                   | Československo | Švýcarsko      | Švédsko           | Svatý Mořic (Švýcarsko)                      |
| ME 1949                                                                                   | Československo | Švédsko        | Švýcarsko         | Stockholm (Švédsko)                          |
| ME 1950                                                                                   | Švýcarsko      | Velká Británie | Švédsko           | Londýn (Velká Británie)                      |
| ME 1951                                                                                   | Švédsko        | Švýcarsko      | Norsko            | Paříž (Francie)                              |
| ME 1952                                                                                   | Švédsko        | Československo | Švýcarsko         | Oslo (Norsko)                                |
| ME 1953                                                                                   | Švédsko        | Německo        | Švýcarsko         | Curych, Basilej (Švýcarsko)                  |
| ME 1954                                                                                   | SSSR           | Švédsko        | Československo    | Stockholm (Švédsko)                          |
| ME 1955                                                                                   | SSSR           | Československo | Švédsko           | Krefeld, Dortmund, Kolín nad Rýnem (Německo) |
| ME 1956                                                                                   | SSSR           | Švédsko        | Československo    | Cortina d'Ampezzo (Itálie)                   |
| ME 1957                                                                                   | Švédsko        | SSSR           | Československo    | Moskva (SSSR)                                |
| ME 1958                                                                                   | SSSR           | Švédsko        | Československo    | Oslo (Norsko)                                |
| ME 1959                                                                                   | SSSR           | Československo | Švédsko           | Praha, Bratislava (Československo)           |
| ME 1960                                                                                   | SSSR           | Československo | Švédsko           | Squaw Valley (USA)                           |
| ME 1961                                                                                   | Československo | SSSR           | Švédsko           | Ženeva, Lausanne (Švýcarsko)                 |
| ME 1962                                                                                   | Švédsko        | Finsko         | Norsko            | Denver (USA)                                 |
| ME 1963                                                                                   | SSSR           | Švédsko        | Československo    | Stockholm (Švédsko)                          |
| ME 1964                                                                                   | SSSR           | Švédsko        | Československo    | Innsbruck (Rakousko)                         |
| ME 1965                                                                                   | SSSR           | Československo | Švédsko           | Tampere (Finsko)                             |
| ME 1966                                                                                   | SSSR           | Československo | NDR               | Lublaň (Jugoslávie)                          |
| ME 1967                                                                                   | SSSR           | Švédsko        | Československo    | Vídeň (Rakousko                              |
| ME 1968                                                                                   | SSSR           | Československo | Švédsko           | Grenoble (Francie)                           |
| ME 1969                                                                                   | SSSR           | Švédsko        | Československo    | Stockholm (Švédsko)                          |
| ME 1970                                                                                   | SSSR           | Švédsko        | Československo    | Stockholm (Švédsko)                          |
| ME 1971                                                                                   | Československo | SSSR           | Švédsko           | Ženeva, Bern (Švýcarsko)                     |
| ME 1972                                                                                   | Československo | SSSR           | Švédsko           | Praha (Československo)                       |
| ME 1973                                                                                   | SSSR           | Švédsko        | Československo    | Moskva (SSSR)                                |
| ME 1974                                                                                   | SSSR           | Československo | Švédsko           | Helsinky (Finsko)                            |
| ME 1975                                                                                   | SSSR           | Československo | Švédsko           | Mnichov, Düsseldorf (Německo)                |
| ME 1976                                                                                   | Československo | Švédsko        | SSSR              | Katovice (Polsko)                            |
| ME 1977                                                                                   | Československo | Švédsko        | SSSR              | Vídeň (Rakousko)                             |
| ME 1978                                                                                   | SSSR           | Československo | Švédsko           | Praha (Československo)                       |
| ME 1979                                                                                   | SSSR           | Československo | Švédsko           | Moskva (SSSR)                                |
| ME 1981                                                                                   | SSSR           | Švédsko        | Československo    | Stockholm, Göteborg (Švédsko)                |
| ME 1982                                                                                   | SSSR           | Švédsko        | Československo    | Helsinky, Tampere (Finsko)                   |
| ME 1983                                                                                   | SSSR           | Československo | Švédsko           | Mnichov, Düsseldorf, Dortmund (Německo)      |
| ME 1985                                                                                   | SSSR           | Československo | Finsko            | Praha (Československo)                       |
| ME 1986                                                                                   | SSSR           | Švédsko        | Finsko            | Moskva (SSSR)                                |
| ME 1987                                                                                   | SSSR           | Československo | Finsko            | Vídeň (Rakousko)                             |
| ME 1989                                                                                   | SSSR           | Československo | Švédsko           | Stockholm, Södertälje (Švédsko)              |
| ME 1990                                                                                   | Švédsko        | SSSR           | Československo    | Fribourg, Bern (Švýcarsko)                   |
| ME 1991                                                                                   | SSSR           | Švédsko        | Finsko            | Helsinky, Tampere, Turku (Finsko)            |

* Po protestu Němců bylo ME anulováno, neboť v turnaji nastoupilo Rakousko, které v té době nebylo ještě členem LIHG.

## Historické pořadí podle medailí 1910–1991
| №  | Země                   | Zlato | Stříbro | Bronz | Celkem |
| 1  | SSSR                   | 27    | 5       | 2     | 34     |
| 2  | Čechy / Československo | 15    | 21      | 17    | 53     |
|    | z toho Čechy           | 3     | 1       | 0     | 4      |
|    | z toho Československo  | 12    | 20      | 17    | 49     |
| 3  | Švédsko                | 10    | 19      | 17    | 46     |
| 4  | Švýcarsko              | 4     | 6       | 8     | 18     |
| 5  | Velká Británie         | 4     | 2       | 1     | 7      |
| 6  | Německo                | 2     | 4       | 7     | 13     |
| 7  | Rakousko               | 2     | 3       | 4     | 9      |
| 8  | Belgie                 | 1     | 1       | 4     | 6      |
| 9  | Francie                | 1     | 1       | 0     | 2      |
| 10 | Polsko                 | 0     | 2       | 0     | 2      |
| 11 | Finsko                 | 0     | 1       | 4     | 5      |
| 12 | Norsko                 | 0     | 0       | 2     | 2      |
| 13 | NDR                    | 0     | 0       | 1     | 1      |

## Tabulka změn pořadatelů mistrovství Evropy
| ME   | Původní pořadatel | Nový pořadatel | Důvod změny         |
| ---- | ----------------- | -------------- | ------------------- |
| 1915 | Čechy             | –              | první světová válka |
| 1932 | Československo    | Německo        | Nedostavěná hala    |